# 德比妮亞
黛博拉·克里斯蒂安妮·德奧利維耶拉（葡萄牙語：Débora Cristiane de Oliveira，1991年10月20日—），又稱德比妮亞·米莉（Debinha Miri）或德比妮亞（Debinha），是巴西職業女子足球運動員，司職前鋒和中場，現效力國家女子足球聯賽球隊堪薩斯城潮流及巴西國家女子足球隊。她曾代表巴西參加兩屆美洲女子國家盃（2018年、2022年）並獲得兩次冠軍。
德比妮亞原於2017年初轉會至位於水牛城的國家女子足球聯賽創始球隊西紐約快閃，她表示在簽約時並未被告知球隊即將解散的消息。不久後該球隊宣布出售給北卡羅萊納FC的擁有者並更名為北卡羅萊納勇氣。她於2017年至2022年在北卡羅萊納勇氣效力了6個賽季，並於2018年及2019年幫助隊伍連續兩度同時獲得例行賽與季後賽冠軍。

## 外部連結
- 德比妮亞 – FIFA國際賽競賽紀錄 (存檔)
- 德比妮亞在國家女子足球聯賽
- 德比妮亞 （页面存档备份，存于）在堪薩斯城潮流